# شهرستان فریدون‌شهر

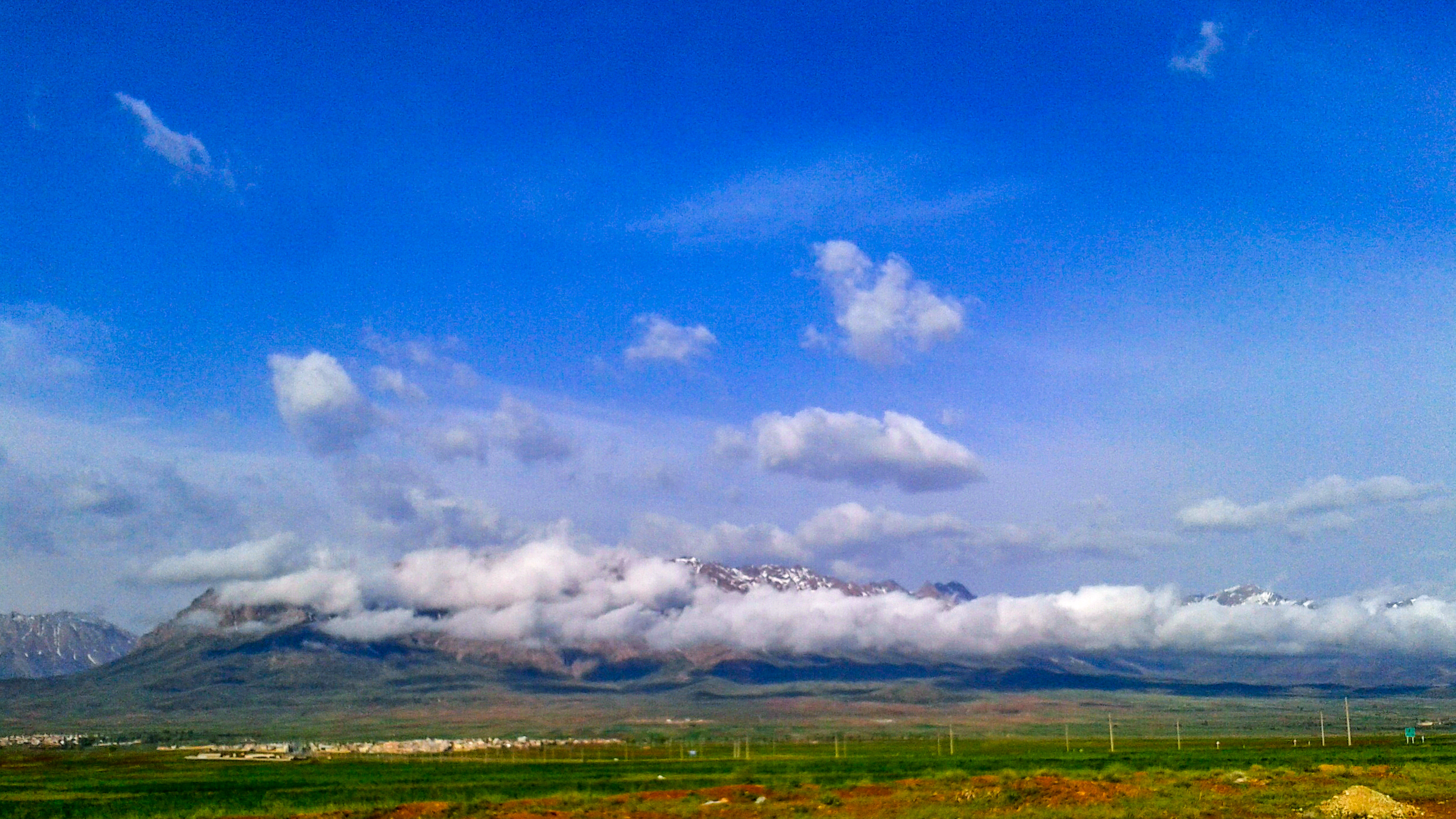

شهرستان فریدون‌شهر یکی از شهرستان‌های استان اصفهان ایران است. مرکز این شهرستان شهر فریدون‌شهر است.
شهرستان فریدون‌شهر در زاگرس مرکزی واقع شده است و دارای آب و هوایی سرد و برف گیر است. این شهرستان با مساحت ۲۲۳۵ کیلومترمربع، درمیان استان‌های لرستان و چهارمحال و بختیاری واقع شده است. فاصله آن تا مرکز استان اصفهان ۱۵۵ 
جمعیت این شهرستان بالغ بر ۴۵۹۰۸ نفر می‌باشد. فریدون‌شهر از سال ۱۳۵۸ به شهرستان تبدیل گشته و شامل یک بخش مرکزی و ۵ دهستان می‌باشد.

## مردم
این شهرستان محل سکونت چند قومیت مختلف است: گرجی‌ها، بختیاری‌ها، ارمنی‌ها است.
اما جمعیت مرکز شهرستان یعنی شهر فریدون شهر را بیشتر گرجی‌ها تشکیل می‌دهند. و اکثر روستاهای شهرستان بختیاری هستند.در گذشته ارمنی‌ها هم در این شهرستان ساکن بودند اما امروزه بجز چند خانوار اکثراً مهاجرت کرده‌اند.

### جمعیت
بنابر سرشماری مرکز آمار ایران، جمعیت شهرستان فریدون‌شهر در سال ۱۳۸۵ برابر با ۳۹۳۹۲ نفر بوده است که از این تعداد۱۸۸۷۷ نفر جمعیت شهری و تعداد ۲۰۵۲۰ نفر نیز جمعیت روستایی بوده است جمعیت برآورده شده در سال ۱۳۸۹، ۴۱۵۱۶ نفر بوده است.
تعداد خانوار شهرستان در سال ۱۳۸۵٬۹۲۷۵ خانوار برآورد گردیده است که از این تعداد ۴۸۹۲ خانوار در مناطق شهری و ۴۳۸۳ خانوار در مناطق روستایی زندگی می‌کنند. ۷۷ /۰٪ از خانوارهای استان در این شهرستان زندگی می‌کنند. بعد خانوار در شهرستان فریدون‌شهر ۵ نفر که در خانوارهای شهری ۴/۳۵ و در خانوارهای روستایی ۵/۳ نفر می‌باشد. تراکم جمعیت در شهرستان فریدون‌شهر در سال ۱۳۷۵ معادل ۱۹/۷ نفر در کیلومتر مربع بوده است که این رقم در سال ۱۳۸۳ به ۱۸/۶ نفر در کیلومتر مربع رسیده است که تابع کاهش نرخ رشد جمعیت شهرستان طی سال‌های ۱۳۷۵ تا ۱۳۸۳ می‌باشد.

### مهاجرت
فریدونشهر شهرستانی مهاجرفرست به‌شمار می‌آید.بیشتر این مهاجران به شهرستان اصفهان و تهران مهاجرت کرده‌اند.

## پیشینه
این شهرستان خود جزئی از سرزمین تاریخی فریدونشهراست و تا حدود نود سال پیش بخشی از سرزمین بختیاری بود.که در زمان پهلوی در تقسیمات کشوری جدید به همراه چهارمحال و بختیاری به عنوان شهرستان فریدن_شهرکرد به استان اصفهان افزوده شد. از سال ۱۳۱۶ جزو شهرستان فریدن به مرکزی داران بود و در سال ۱۳۵۸ با تأسیس فرمانداری در شهر فریدونشهر به شهرستان تبدیل شد.

## تقسیمات کشوری
شهرستان فریدون‌شهر دارای ۲ بخش، ۵ دهستان و ۲ شهر به شرح زیر است:

### شهرستان فریدون‌شهر
| بخش    | مرکز بخش  | جمعیت بخش ۱۳۹۵ | نام دهستان    | مرکز دهستان | جمعیت دهستان ۱۳۹۵ | شهر                | جمعیت شهر ۱۳۹۵       |
| ------ | --------- | -------------- | ------------- | ----------- | ----------------- | ------------------ | -------------------- |
| مرکزی  | فریدون‌شهر | ۳۵٬۶۵۴ نفر     | برف انبار     | برف‌انبار    | ۷٬۷۱۷ نفر         | فریدون‌شهر برف‌انبار | ۱۳٬۶۰۳ نفر ۵٬۳۸۲ نفر |
| مرکزی  | فریدون‌شهر | ۳۵٬۶۵۴ نفر     | چشمه لنگان    | سیبک        | ۳٬۰۳۱ نفر         | فریدون‌شهر برف‌انبار | ۱۳٬۶۰۳ نفر ۵٬۳۸۲ نفر |
| مرکزی  | فریدون‌شهر | ۳۵٬۶۵۴ نفر     | عشایر         | قلعه سرخ    | ۲٬۵۶۲ نفر         | فریدون‌شهر برف‌انبار | ۱۳٬۶۰۳ نفر ۵٬۳۸۲ نفر |
| موگوئی | برف‌انبار  | ۵٬۸۹۱ نفر      | پیشکوه موگوئی | اسلام‌آباد   | ۲٬۳۶۷ نفر         | ****************   | ****************     |
| موگوئی | برف‌انبار  | ۵٬۸۹۱ نفر      | پشتکوه موگوئی | مصیر        | ۴٬۷۴۷ نفر         | ****************   | ****************     |

## ویژگی‌های طبیعی
فریدون‌شهر منطقه‌ای است کوهستانی وارتفاعات آن عبارت‌انداز: قله شاهان کوه و کوه کلوسه و کوه کمران. کوهستانی‌ترین منطقه شهرستان ناحیه پشتکوه موگویی است و بعدناحیه چناررود می‌باشد. آب وهوای فریدون‌شهر معتدل کوهستانی است. پراکندگی باران وبرف در طول سال دست کم ۸ ماه و ذخیره برف آن‌ها تاشروع بارندگی سال دیگر ادامه می‌یابد.
رودخانه هااغلب دربستری عمیق جریان یافته است که آب آن‌ها به هدر می‌رود و معمولاً به مصرف کشاورزی نمی‌رسد. پوشش گیاهی این ناحیه از استپ و چمنزارهای کوهستانی است. از حدود ۱۵۳ هزار هکتار مراتع شهرستان که ۱۶ درصد از کل مراتع استان را به خود اختصاص می‌دهد. ۲۵ درصد مراتع، درجه یک، ۱۳ درصد مراتع متوسط و ۱۶/۶ درصد مراتع فقیر و صخره‌ای می‌باشد.
قسمت عمده گونه‌های گیاهی این مراتع شامل انواع گون‌ها، گونه‌های اگروپایرون و بروموسها است. گونه‌های مرتعی که محصولات فرعی مراتع هستند نظیر لاله واژگون، موسیر، یونجه، کرفس، ریواس و غیره در این منطقه مشاهده می‌گردد. این شهرستان دارای ۳۶ هزار هکتار جنگل طبیعی (معادل ۱۹درصد از مراتع و جنگل‌های استان) بوده و فاقد بیابان است؛ بنابراین مجموع مراتع و جنگل‌های شهرستان برابر ۱۸۹ هزار هکتار بوده و ۲/۵ درصد از مراتع و جنگل‌های استان را به خود اختصاص می‌دهد.
جنگل‌های این شهرستان در مناطق پشتکوه اول و دوم بوده و شامل گونه‌های جنگلی مانند ذال ذالک، پسته کوهی، زبان گنجشک، بادام کوهی، بلوط، زرشک، سنجد، چنار و غیره می‌باشد. در ارتفاعات غربی فریدونشهر بر روی شیب‌های رو به شمال غربی پوشش غنی تر و انواع اجتماعات درختچه ای یا گاهی درختی مانند Pistacia, Ficus و غیره وجود دارند.

## ویژگیهای اقتصادی
در زندگی اقتصادی فریدون‌شهر، سه نوع فعالیت عمده را می‌توان مشاهده نمود:
کشاورزی، دامداری، صعنت وخدمات. ۸۰ درصد از اهالی به کشاورزی ودامداری اشتغال دارند. متأسفانه درسالهای اخیر این آمار کاهش یافته است، زیرا به علل خاصی به شهرستانهای دیگر مهاجرت نموده‌اند. محصولات مهم، عبارت‌انداز سیب زمینی وغلات، فراورده‌های دامی گوشت، پوست وپشم که به اصفهان صادر می‌شود.
مهم‌ترین محل رویش گیاه کرفس کوهی در ایران، روستاهای شهرستان فریدونشهر است. این روستاها عبارتند از: مصیر، بهرام‌آباد، دستگرد، ونیزان، چال میشان، شاهان، کلوسه، وزوه، کاهگان و دره سپستان.

## مکان‌های دیدنی

### تفرج گاه

#### پیست اسکی
پیست اسکی فریدون‌شهر

#### دشت لاله‌های واژگون
دشت لاله‌های واژگون فریدون‌شهر

#### کوه‌ها
ایلوک، تسیخه، دره غول، کوه دری، سفید کوه، سیاه کوه، شاهان کوه، فردان، لاشوم، کوه سوره، کوه مارک و کوه هشتاد.

#### غارها
غار کبوتران، غار کلبیس، غار باووک، غار پیرهشتاد، غار چشمه ریسان. غار جینجق چقیورت(jinjaghas cob)غار سراب چقیورت. غار توک توک او سرداب(tok tok av)

#### آبشارها
آبشار دورک، آبشار طرزه، آبشار پشندگان و آبشار پونه زار.

#### چشمه‌ها
چشمه آب لت، چشمه بابا احمد، چشمه تنگوله، چشمه دره سپستان، چشمه سراب، چشمه لنگان.

### زیارت گاه

#### مقبره امامزادگان
امامزاده سید صالح قیصر (صالح کوتاه)، امامزاده سید محمد مکه دین، امامزاده سید محمد (چقا) و امامزاده مشعلدار علی.